# Denis Lazure
Pour les articles homonymes, voir Lazure.
 (mai 2009).
Si vous disposez d'ouvrages ou d'articles de référence ou si vous connaissez des sites web de qualité traitant du thème abordé ici, merci de compléter l'article en donnant les références utiles à sa vérifiabilité et en les liant à la section « Notes et références ».
Denis Lazure, né le 12 octobre 1925 à Napierville et mort le 23 février 2008 à Montréal, est un psychiatre et homme politique québécois. Réformateur médical et social, praticien, dirigeant, il fut aussi député à l'Assemblée nationale du Québec et ministre.

## Biographie
Né le 12 octobre 1925 à Napierville, fils de Thomas [Hazeur dit Hazur, dit Azur dit] Lazure, fabricant de beurre, et de Berthe Durivage, Denis Lazure entre à l'Université de Montréal, y devient président de l'Association générale des étudiants (1950-1951), y réussit sa médecine et va se spécialiser ensuite à l'Université de Pennsylvanie en pédopsychiatrie.
Il restera toute sa vie combatif et grand sportif amateur, dont au tennis, après avoir établi, comme jeune adulte, un record dans la ligue de hockey interuniversitaire, en faveur de l'équipe Les Carabins de l'Université de Montréal, en comptant cinq buts et en fournissant quatre assistances au cours d'un match.
Il est le père de quatre enfants, dont l'actrice Gabrielle Lazure est l'aînée.
Le fonds d’archives de Denis Lazure est conservé au centre d’archives de Québec de Bibliothèque et Archives nationales du Québec.

### Carrière médicale
Comme psychiatre, Denis Lazure devient vite sensible à « l'insensibilité des institutions religieuses à certaines problématiques humaines difficiles », dont :
- les mères-célibataires (dites « filles-mères ») que ces institutions culpabilisaient et incitaient à leur abandonner les nouveau-nés,
- les « orphelins » non-adoptés (dont surtout les enfants de celles-ci), malmenés, asservis puis gardés comme « malades mentaux » et main-d'œuvre bon marché dans les hôpitaux… dirigés par des nonnes.

Dès sa première année de résidence en psychiatrie, il découvre et dénonce les travers des institutions psychiatriques et des psychiatres qui y œuvrent. Cet admirateur de Norman Bethune est donc d'abord exclu rapidement de l'immense hôpital Saint-Jean-de-Dieu (ensuite renommé Hôpital Louis-Hippolyte-Lafontaine) et doit terminer sa formation dans le réseau (plus sensé) de l'Université McGill, notamment au Douglas Hospital, où il participe aux premiers essais du largactil auprès du grand Heinz Lehmann.
Le psychiatre Camille Laurin, de trois ans son aîné, innovateur lui aussi et futur collègue politique, l'invite à développer la pédopsychiatrie à l'Université de Montréal.
Denis Lazure assume donc en réformateur ou pionnier différentes fonctions socio-psychiatriques :
- fondateur et directeur pendant un an du premier hôpital psychiatrique d'Haïti,
- fondateur et directeur du département de psychiatrie infantile de l'Hôpital Sainte-Justine à Montréal de 1957 à 1969,
- professeur de pédopsychiatrie à l'université de Montréal,
- coauteur (avec les psychiatres Dominique Bédard et Charles Roberts, tous trois suggérés par Camille Laurin) du rapport de la Commission Bédard (1962), qui jetait les bases de la désinstitutionnalisation et de la régionalisation en psychiatrie au Québec et, par la suite, coresponsable (avec ses 2 collègues commissaires) de l'implantation des réformes proposées par cette Commission Bédard,
- président de l'Association des psychiatres du Canada en 1966 et 1967,
- président du Conseil interaméricain des psychiatres en 1967 et 1968,
- directeur général de l'Hôpital de Rivière-des-Prairies (hôpital pédopsychiatrique, auparavant nommé « Mont-Providence ») de 1969 à 1974 (qu'il laïcise, sectorise, tout en libérant près de 40 % des 1 050 « patients » internés à vie depuis l'enfance),
- président de la Société Canada-Chine en 1974 et 1975,
- directeur général de l'Hôpital Louis-Hippolyte-Lafontaine, de 1975 à 1976, qu'il laïcise et transforme…
- auteur d'une étude sur les soins psychiatriques à la Barbade pour l'Organisation mondiale de la santé,
- réorganisateur des services de santé mentale pour les gouvernements du Québec, de l'Ontario et du Manitoba,
- psychiatre clinicien à l'Hôpital Charles-Lemoyne (de Greenfield Park), de 1986 à 1989,
- psychiatre clinicien à l'Hôpital Louis-Hippolyte-Lafontaine, de 1999 à son décès.

### Carrière politique
Par deux fois, il échoue à se faire élire au niveau fédéral, sous la bannière du Nouveau Parti démocratique : d'abord comme candidat dans Outremont—Saint-Jean à l'élection partielle fédérale du 29 mai 1967, pour prendre le siège du député libéral Maurice Lamontagne, nommé au Sénat; ensuite, en 1968, dans l'ancienne circonscription de Gamelin, où il arrive troisième (15,00 %) derrière le candidat libéral Arthur Portelance et le conservateur Marcel Faribault.
Il est élu dans Chambly lors de la première victoire du Parti québécois en 1976 et devient aussitôt ministre des Affaires sociales (1976-1981) du Gouvernement Lévesque.
Puis il est élu député de Bertrand à la réélection du Parti québécois en 1981. Nommé « ministre d'État au Développement social » (1981-1982), il crée en 1981 l'Office des personnes handicapées du Québec.
En moins de six ans, ses actions de ministre auront surtout porté sur :
- l'établissement du réseau des garderies ;
- l'aide aux personnes âgées ;
- la création de cliniques d'avortement thérapeutique (depuis lors, dites « cliniques Lazure » par les opposants) ;
- la médecine préventive ;
- l'intégration sociale des personnes handicapées (physiques ou mentales) ;
- l'implantation de Commissions administratives régionales (CAR, plus tard renommées Commissions de la santé mentale, CSM, consultatives) et de tribunaux administratifs (Commission des affaires sociales, CAF) ;
- l'adaptation de l'aide sociale.

Il est ensuite désigné « ministre délégué aux Relations avec les citoyens », lors du remaniement ministériel de septembre 1982.
Homme de principe et souverainiste convaincu, il démissionne de ses postes de ministre et de député, à la fin de 1984, parce qu'il est en désaccord avec René Lévesque sur la mise en veilleuse du projet de souveraineté du Québec. D'autres collègues, notamment Camille Laurin et Jacques Parizeau, prennent aussi cette voie du douloureux retrait politique par protestation.
Il œuvre comme psychiatre à l'Hôpital Charles-Lemoyne de Greenfield Park de 1986 à 1989.
Au retrait de Pierre-Marc Johnson, en 1988, lorsque Jacques Parizeau devient chef du Parti québécois, Denis Lazure revient à l'Assemblée nationale comme député de la circonscription de Napierville-La Prairie.
Mais, n'étant plus renommé ministre et voulant se sentir plus utile qu'un simple député, il quittera définitivement la politique en 1996, peu après Jacques Parizeau.

### L'après-politique
Il devient président-directeur général de l'Office des personnes handicapées du Québec de 1996 à 1999.
En 1999 il reprend à l'Hôpital Louis-Hippolyte-Lafontaine sa pratique de psychiatre, comme clinicien.
Cela ne l'empêche pas, lui, le sempiternel redresseur de torts, de devenir la même année (de 1999 à 2001, jusqu'à règlement final) le président du Comité d'appui aux Orphelins de Duplessis, qui réclament du gouvernement du Québec (alors sous la gouverne de Lucien Bouchard puis de Bernard Landry, du Parti québécois) une compensation monétaire pour les affres qu'ils ont jadis subies par la faute de l'État, de l'Église et du Collège des médecins…
Il décède à Montréal le samedi 23 février 2008 à l'âge de 82 ans, à l'hôpital Maisonneuve-Rosemont. Ses obsèques ont lieu à l'Église St-Viateur d'Outremont le samedi suivant.

## Ancêtres
(La numérotation utilisée ici est dite « Numérotation de Sosa-Stradonitz »)
|  | |  |  |  |  |  |  |  |  |  |  |  |  |  |  |  |
|  | 8 - Jean-Baptiste Lazure (Hazeur dit Hazur dit Azur dit Lazure)                                            |  |  |  |  |  |  |  |  |  |  |  |  |  |  |  |
|  | |  |  |  |  |  |  |  |  |  |  |  |  |  |  |  |
|  | |  |  |  |  |  |  |  |  |  |  |  |  |  |  |  |
|  | 4. Jean-Baptiste Lazure                                                                                    |  |  |  |  |  |  |  |  |  |  |  |  |  |  |  |
|  | |  |  |  |  |  |  |  |  |  |  |  |  |  |  |  |
|  | |  |  |  |  |  |  |  |  |  |  |  |  |  |  |  |
|  | 9 - Émérance Longtin (Lonquetin dit Longtin)                                                               |  |  |  |  |  |  |  |  |  |  |  |  |  |  |  |
|  | |  |  |  |  |  |  |  |  |  |  |  |  |  |  |  |
|  | |  |  |  |  |  |  |  |  |  |  |  |  |  |  |  |
|  | 2. Thomas Lazure                                                                                           |  |  |  |  |  |  |  |  |  |  |  |  |  |  |  |
|  | |  |  |  |  |  |  |  |  |  |  |  |  |  |  |  |
|  | |  |  |  |  |  |  |  |  |  |  |  |  |  |  |  |
|  | 10 - Vital Monchamp (Monchamp dit Dirmont)                                                                 |  |  |  |  |  |  |  |  |  |  |  |  |  |  |  |
|  | |  |  |  |  |  |  |  |  |  |  |  |  |  |  |  |
|  | |  |  |  |  |  |  |  |  |  |  |  |  |  |  |  |
|  | 5 - Marie Ida Monchamp                                                                                     |  |  |  |  |  |  |  |  |  |  |  |  |  |  |  |
|  | |  |  |  |  |  |  |  |  |  |  |  |  |  |  |  |
|  | |  |  |  |  |  |  |  |  |  |  |  |  |  |  |  |
|  | 11 - Célanire Lanctôt (Laurent dit Lanctôt)                                                                |  |  |  |  |  |  |  |  |  |  |  |  |  |  |  |
|  | |  |  |  |  |  |  |  |  |  |  |  |  |  |  |  |
|  | |  |  |  |  |  |  |  |  |  |  |  |  |  |  |  |
|  | 1. Denis Lazure (1925-2008)                                                                                |  |  |  |  |  |  |  |  |  |  |  |  |  |  |  |
|  | |  |  |  |  |  |  |  |  |  |  |  |  |  |  |  |
|  | |  |  |  |  |  |  |  |  |  |  |  |  |  |  |  |
|  | 12 - François-Xavier Durivage (Ango? ou Baillargeon? ou Étienne? ou Jetté? dit Durivage)                   |  |  |  |  |  |  |  |  |  |  |  |  |  |  |  |
|  | |  |  |  |  |  |  |  |  |  |  |  |  |  |  |  |
|  | |  |  |  |  |  |  |  |  |  |  |  |  |  |  |  |
|  | 6. 6 - Benoît Durivage                                                                                     |  |  |  |  |  |  |  |  |  |  |  |  |  |  |  |
|  | |  |  |  |  |  |  |  |  |  |  |  |  |  |  |  |
|  | |  |  |  |  |  |  |  |  |  |  |  |  |  |  |  |
|  | 13 - Louise Rougeau (Forgues dit Monrougeau dit Rougeau? ou Rougeau dit Berger? ou Rougeau dit Veronneau?) |  |  |  |  |  |  |  |  |  |  |  |  |  |  |  |
|  | |  |  |  |  |  |  |  |  |  |  |  |  |  |  |  |
|  | |  |  |  |  |  |  |  |  |  |  |  |  |  |  |  |
|  | 3. Berthe Durivage                                                                                         |  |  |  |  |  |  |  |  |  |  |  |  |  |  |  |
|  | |  |  |  |  |  |  |  |  |  |  |  |  |  |  |  |
|  | |  |  |  |  |  |  |  |  |  |  |  |  |  |  |  |
|  | 14 - Henri Trudeau (Truteau dit Trudeau)                                                                   |  |  |  |  |  |  |  |  |  |  |  |  |  |  |  |
|  | |  |  |  |  |  |  |  |  |  |  |  |  |  |  |  |
|  | |  |  |  |  |  |  |  |  |  |  |  |  |  |  |  |
|  | 7 - Fridoline Trudeau                                                                                      |  |  |  |  |  |  |  |  |  |  |  |  |  |  |  |
|  | |  |  |  |  |  |  |  |  |  |  |  |  |  |  |  |
|  | |  |  |  |  |  |  |  |  |  |  |  |  |  |  |  |
|  | 15 - Méthilde ou Mathilde Lanctôt (Laurent dit Lanctôt)                                                    |  |  |  |  |  |  |  |  |  |  |  |  |  |  |  |
|  | |  |  |  |  |  |  |  |  |  |  |  |  |  |  |  |
|  | |  |  |  |  |  |  |  |  |  |  |  |  |  |  |  |

## Publications
- 1996 - Denis Lazure, Les enjeux et les acquis en santé mentale (court article) pour l'édition « Spécial 20e anniversaire - La décennie 70 » de la revue Santé mentale au Québec (SMQ)
- 2002 - Denis Lazure, Médecin et citoyen - Souvenir, 404 p. [mémoires, autobiographie] — Éditions du Boréal,  (ISBN 2-7646-0195-6)
- 2004 - Marie-Josée Fleury et Guy Grenier, Historique et enjeux du système de santé mentale québécois, article original, tel que paru dans Ruptures, revue transdisciplinaire en santé, vol. 10, no 1, 2004, p. 21-38.

## Honneurs
- 1961 — officier de l’Ordre national Honneur et Mérite de la république d’Haïti
- 1990 — membre honoraire de l’Association médicale du Canada
- 2004 — prix Heinz E. Lehmann, de l'Association des médecins psychiatres du Québec, pour sa contribution à l'avancement et au rayonnement de la profession
- 2007 — chevalier de l'Ordre national du Québec

## Citations
- « The commission work was exciting and highly reformist ; we blasted the nuns in our report. » — Denis Lazure, dans une entrevue en anglais parue dans le quotidien montréalais The Gazette, le 5 septembre 1979, concernant le rapport de la Commission Bédard (1962) sur la santé mentale.

Traduction littérale : Le travail de la Commission fut exaltant et hautement réformateur ; nous avons descendu les nonnes dans notre rapport.
- « Puisque mes gènes me transmettent une longévité respectable, j'espère bien pouvoir participer à cette expression de bien-être et de joie qui s'empare d'un peuple lorsque, gonflé de fierté, il décide enfin de prendre en main son destin. » — Dernière phrase de son autobiographie, 2002, op. cit.
- « Il n'y avait que la mort pour mettre Denis Lazure au repos. » — Guillaume Bourgault-Côté / part. Claude Turcotte, Mort d'un ardent patriote, dans Le Devoir, 25 février 2008 (voir ci-dessous, section liens externes)
- « Le vrai combat de sa vie, ce fut celui contre les inégalités sociales. Mais comme il pensait que la souveraineté pourrait régler certains de ces problèmes, il en a aussi fait une lutte permanente. » — Serge Geoffrion, journaliste, son attaché politique (1989-1996), puis député, cité par Guillaume Bourgault-Côté, ibid.
- « Chaque fois qu'un combat progressiste était à faire ou qu'il y avait de la détresse en vue, Denis Lazure était là. Toute son action était marquée par l'humanisme et le dévouement. » — Bernard Landry, cité par Guillaume Bourgault-Côté, ibid.